# Бедень (Клуж)
Бедень, Бедені (рум. Bădeni) — село у повіті Клуж в Румунії. Входить до складу комуни Молдовенешть.
Село розташоване на відстані 293 км на північний захід від Бухареста, 33 км на південь від Клуж-Напоки.

## Населення
За даними перепису населення 2002 року у селі проживали 725 осіб.
Національний склад населення села:
| Національність | Кількість осіб | Відсоток |
| -------------- | -------------- | -------- |
| угорці         | 467            | 64,4%    |
| румуни         | 258            | 35,6%    |

Рідною мовою назвали:
| Мова      | Кількість осіб | Відсоток |
| --------- | -------------- | -------- |
| угорська  | 468            | 64,6%    |
| румунська | 257            | 35,4%    |